# Aaptos vannamei
Aaptos vannamei là một loài động vật thân lỗ thuộc họ Suberitidae. Loài này được mô tả năm 1935.